# Smithsonian Institution Libraries
Das Smithsonian Institution Libraries (SIL)-System umfasst 20 Bibliotheken, die verschiedenen Museen und Forschungszentren der Smithsonian Institution zur Verfügung stehen. Die Bestände des SIL umfassen 1,5 Millionen Bände sowie eine breite Palette von digitalen Ressourcen. Die Sammlungen konzentrieren sich hauptsächlich auf die Wissenschaft, Kunst, Geschichte und Kultur und Museumswesen. Das SIL befindet sich in einem Analyseprozess seiner Aufgaben und Ziele, um auch in Zukunft die besten Informationen  zur Verfügung zu stellen, die die neue Generation von Nutzern benötigt, die Forschung zu stärken, und über das Internet diejenigen zu erreichen, die die Einrichtung nicht persönlich nutzen können.
Der SIL-Katalog ist Bestandteil des Smithsonian Research Information System (SIRIS), von dem aus man in 1,89 Millionen Datensätzen – Texten, Bildern, Video- und Sound-Dateien – aus der ganzen Smithsonian Institution suchen kann. Im Jahr 2008 feierte die SIL ihr 40-jähriges Bestehen.

## Standorte
Die meisten Bibliotheken des Smithsonians befinden sich im Bereich von Washington D.C., wo auch die meisten der Museen und Forschungszentren des Institutes sind. Weitere Standorte sind in New York City, Suitland, Edgewater und Panama.
Standorte im Einzelnen:
- Washington D.C.
  - Anacostia Community Museum Library (Washington, D.C.)
  - Botany and Horticulture Library (Washington, D.C.)
  - Freer Gallery of Art and Arthur M. Sackler Gallery Library (Washington, D.C.)
  - Hirshhorn Museum and Sculpture Garden Library (Washington, D.C.)
  - John Wesley Powell Library of Anthropology (Washington, D.C.)
  - Museum Studies Reference Library (Washington, D.C.)
  - National Air and Space Museum Library (Washington, D.C.)
  - National Museum of American History Library (Washington, D.C.)
  - National Museum of Natural History Library (Washington, D.C.)
    - National Museum of Natural History Library, Invertebrate Zoology (Washington, D.C.)
    - National Museum of Natural History Library, Vertebrate Zoology (Washington, D.C.)

  - National Postal Museum Library (Washington, D.C.)
  - National Zoological Park Library (Washington, D.C.)
  - Smithsonian American Art Museum / National Portrait Gallery Library (Washington, D.C.)
  - Vine Deloria, Jr. Library, National Museum of the American Indian (Suitland, Maryland)
  - Warren M. Robbins Library, National Museum of African Art (Washington, D.C.)
- Edgewater, Maryland
  - Smithsonian Environmental Research Center Library (Edgewater, Maryland)
- New York City, New York
  - Cooper-Hewitt, National Design Museum Library (New York, New York)
- Republic of Panama
  - Smithsonian Tropical Research Institute Library (Republic of Panama)

### Museum Support Center Library
In Suitland, Maryland, befindet sich das Smithsonian’s Museum Support Center (MSC), das im Mai 1983 eingeweiht wurde. Es ist die wichtigste ausgelagerte Einrichtung zur Erhaltung und Sammlung von Museumsstücken und arbeitet für verschiedene Smithsonian Museen, in erster Linie für das National Museum of Natural History. Das Gelände des MSC ist über 18.000 m² groß und es bietet eine Nutzfläche von 46.000 m². Damit gehört es zu den größten Gebäudeeinheiten des Smithsonian. Die Schränke sind insgesamt über 19 km lang und enthalten über 31 Millionen Objekte.
Das Support Center bildet eine Zickzack-Form, die aus mehreren Gebäudeteilen besteht. In jedem Gebäudeteil gibt es einen breiten Korridor, der die Lager von den Büros und Laboratorien trennt. Jeder Gebäudeteil ist ungefähr 90 Meter lang, hat drei Etagen und verfügt über eine eigene Klimatisierung.  Laut Haushaltsplan von 2009 nutzt das MSC für die Unterbringung seiner Ausstellungsstücke drei Lagerungsarten: Sammlungen in Schränken, offene Regale für die in Alkohol eingelegten biologischen Proben und Hochregallager für sehr große Objekte, wie Totempfähle, Boote, Meteoriten, und große, präparierte Säugetiere.
Ein Teil des Daches wurde Anfang Februar 2010 von einem Sturm beschädigt.

### Spezialsammlungen
In den Smithsonian Institution Libraries gibt es zwei Spezialbibliotheken. Das Special Collections Department ist für die Zusammenstellung und Lagerung von seltenen Büchern und Manuskripten zuständig und bringt diese in zwei speziellen Bibliotheken unter, der Dibner Library of the History of Science and Technology und der Joseph F. Cullman 3rd Library of Natural History. Zugang zu diesen Bibliotheken haben die Kuratoren und Forscher der Smithsonian Institution. Sonstige Angestellte und Gelehrte von außerhalb erhalten nach Vereinbarung Zugriff.
Weiteres Material für besondere Sammlungen wird an den anderen Standorten des SIL bereitgehalten.

#### The Dibner Library of the History of Science and Technology
Sie enthält 35.000 Bücher und 2.000 Manuskripte über die Geschichte von Forschung und Technik. Sie wurde 1976 durch eine Spende von Bern Dibner eröffnet. Die Bibliothek befindet sich im National Museum of American History, welches 2008 nach einer Generalüberholung wiedereröffnet wurde.

#### The Cullman Library of Natural History
In ihr befinden sich einige 10.000 Bände aus den Bereichen Anthropologie und Naturwissenschaft, die aus der Zeit vor 1840 stammen.

## Digital-Initiativen
Diese werden vom New Media Office der Smithsonian Institution koordiniert.

### Die Digital-Bibliothek
Sie umfasst Publikationen, Sammlungen und Objekte wie Online-Ausstellungen, Webcasts, Suchhilfen, digitale Versionen der Print-Ausgaben, Bibliographien.  Die Biodiversity Heritage Library, Bestandteil der Encyclopedia of Life, zählt zu den wichtigsten digitalen Initiativen, an denen das SIL beteiligt ist.

### Smithsonian Bibliotheken 2.0
Zu den laufenden Aktivitäten gehören ein Blog, eine Facebook-Seite, eine Flickr-Seite, und ein Twitter-Feed.

## Fellowships and internships
SIL bietet Stipendien für Historiker, Bibliothekare, Doktoranden und Post-Doktoranden, die in der Geschichte von Wissenschaft und Technologie sowie den Bereichen der Spezialsammlungen forschen wollen.

## Grammatik
Ein Smithsonian Institution Libraries Fact Sheet besagt, dass die „Smithsonian Institution Libraries“, obwohl ein Plural, von einem Singular gefolgt wird, weil es als ein System von Bibliotheken, mit den einzelnen Standorten, die unter der Ägide von einer zentralen Verwaltung und zur Einhaltung einer gemeinsamen Mission agieren, anzusehen ist.